# Моє місто

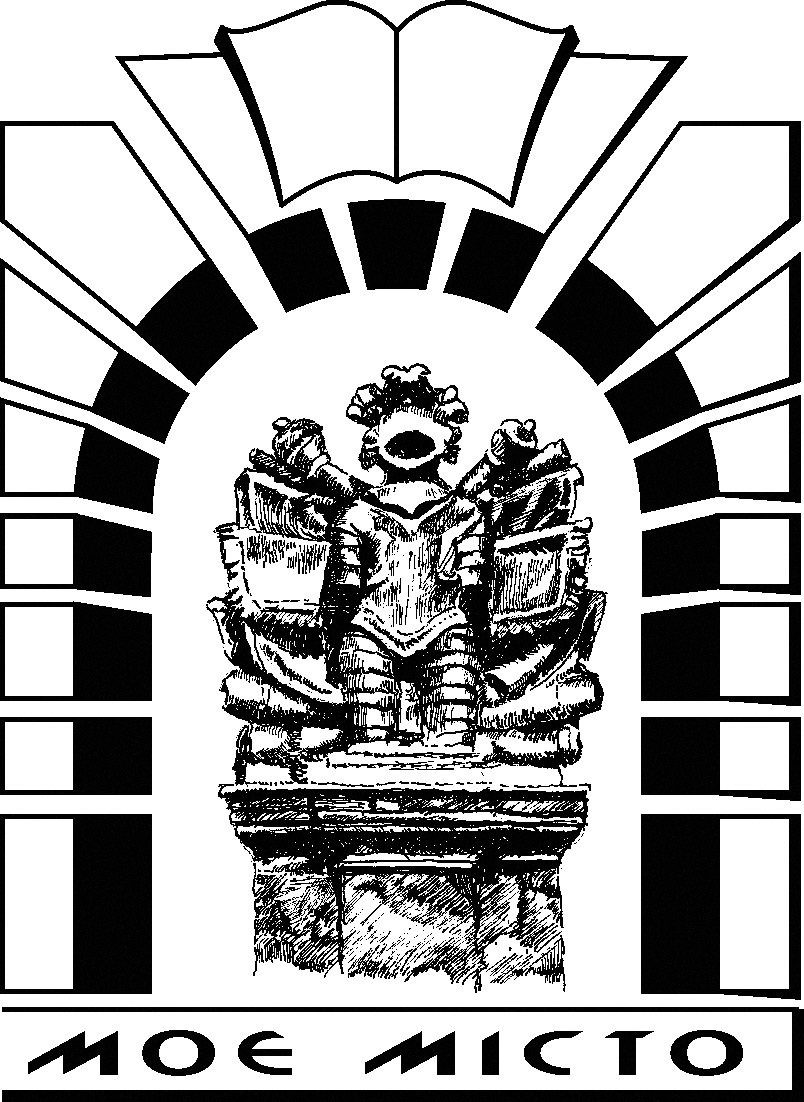
Емблема історико-краєзнавчого об'єднання "Моє місто"

Моє місто — історико-краєзнавче об'єднання, створене 26 травня 2007 р. у м. Івано-Франківську з ініціативи колекціонера Зеновія Жеребецького, пластуна і власника видавництва "Лілея-НВ" Василя Іваночка, пластуна та історика, кандидата історичних наук, доктора політичних наук, професора Прикарпатського національного університету імені Василя Стефаника Івана Монолатія. Президент ІКО Моє місто Зеновій Жеребецький.   

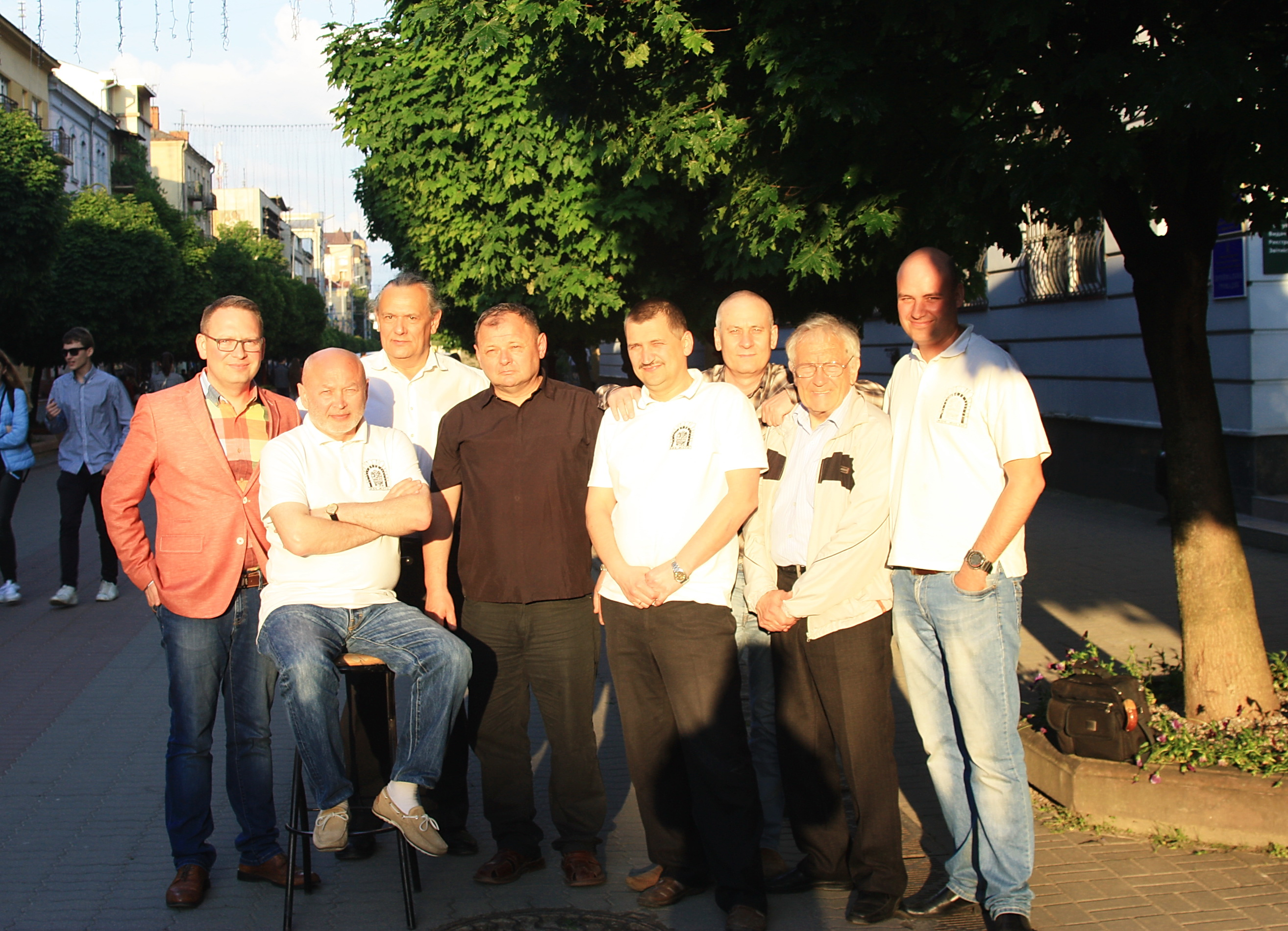
Члени ІКО "Моє місто" на івано-франківській стометрівці у 2017 році

Членами об'єднання, окрім засновників, є дослідники історії та культури Станиславова - Івано-Франківська: майор ЗСУ, психолог, краєзнавець Іван Бондарев, заслужений працівник культури України Михайло Головатий (до 7 травня 2016 р.), архітектори Ігор Панчишин та Зенон Соколовський, історик, кандидат історичних наук, доцент Івано-Франківського національного технічного університету нафти і газу Зеновій Федунків, музейник і археолог Василь Романець. Члени ІКО "Моє місто" - члени Національної спілки краєзнавців України. 
Члени ІКО Моє місто — лауреати обласної краєзнавчої премії імені Володимира Полєка (2011).

## Книжкова серія "Моє місто"
Об'єднання спільно з видавництвом «Лілея-НВ» видає книжкову серію з аналогічною назвою. Станом на липень 2024 року опубліковано 50 окремих видань. Серед них й українські історичні видання, і переклади з польської, німецької, російської. Окрім цього ІКО "Моє місто" опублікувало хрестоматію з історії Івано-Франківська "Моє місто" (упор., наук. ред. Іван Монолатій) (2012) та альбом поштівок із колекції Зеновія Жеребецького "Івано-Франківськ на давній поштівці" (2011). Науковий редактор серії та автор передмов до серії "Моє місто" Іван Монолатій. Перекладачами книжок серії є, окрім членів товариства, Тарас Прохасько, Галина Петросаняк, Тетяна Буженко, Олена Бучик, Юрій Угорчак.   

### Список книг
- № 1 Грибович М.: "Історія окружного міста Станиславова в Галичині в 1847 р." / пер. з пол. (2007)
- № 2 Бондарев Іван: "Фортеця на Волоському тракті" (2008)
- № 3 Головатий Михайло: "Етюди старого Станиславова" (2007)
- № 4 Ґайковський Станіслав: "Станиславів і його пам'ятки з давніх часів" / пер. з пол. (2007)
- № 5 Полєк Володимир: "Майданами і вулицями Івано-Франківська" (2007)
- № 6 Баронч Садок: "Пам'ятки міста Станиславова" / пер. з пол. (2008)
- № 7 Шарловський Алоїзій: "Станиславів і Станіславський повіт з погляду історичного та географічно-статистичного" / пер. з пол. (2009)
- № 8 Струмінський Мартин: "Історія міста Станіслава" / пер. з рос. (2007)
- № 9 Цеклер Ліллі: "Бог чує молитву. Життя Теодора Цеклера, розказане Ліллі Цеклер" / пер. з нім. (2007)
- № 10 Ісаїв Петро: "Історія міста Станиславова" (2008)
- № 11 Хованець Чеслав: "Вірмени у Станиславові в XVII-XVIII ст." / пер. з пол. (2008)
- № 12 Площанський Венедикт: "Галицько-Руське місто Станиславів з достовірних джерел" / пер. з язичія (2009)
- № 13 Федунків Зіновій: "Герби Івано-Франківська/Станиславова" (2008)
- № 14 Макар Володимир: "Мій Станиславів" (2008)
- №15 Монолатій Іван (упор.): "Свято стрілецької дивізії "Галичина" у Станиславові 11 липня 1943 р. Документальні свідчення, спогади, історичні світлини" (2008)
- № 16 Монолатій Іван (упор.): "Станиславів у часи Західно-Української Народної Республіки. Документальні свідчення, спогади, оголошення, накази революційної доби" (2008)
- "№ 17 Фоєрман Юліуш: "Щоденник зі Станіславова (1941-1943 рр.)" / пер. з пол. (2009)
- № 18 Головатий Михайло (упор.): "Івано-Франківський некрополь" (2008)
- № 19 Монолатій Іван, Соловка Любов (упор.): "Станиславів і Голодомор 1932-1933рр. Документальні свідчення про реакцію станиславівців на геноцид українського народу 1932-1933 рр." (2009)
- № 20 Баранський Каміль: "Станиславів до і після 1919 року" / пер. з пол. (2009)
- № 21 Рубель Амалія: "Хроніка філії Союзу Українок у Станиславові" (2009)
- № 22 Діда Роман: "Алеями міського парку" (2010)
- № 23 Дейчаківський Ігор: "Копаний м'яч у Станиславові" (2010)
- № 24 Чемеринський Андрій, Іваночко Василь (упор.): "Пласт у Станиславові та Івано-Франківську" (2009)
- № 25 Головатий Михайло: "200 вулиць Івано-Франківська" (2010, 2012)
- № 26 збірник статей: "Станиславівська фортеця" (2010) (упор. Іван Бондарев, Зеновій Федунків)
- № 27 Штрайт Леон: "Станиславівські синагоги" (2010)
- №28 збірник статей: "З історії польського міщанства в Станиславові" / пер. з пол. (2024)
- № 29 Заленський Станіслав "Отці єзуїти в Станиславові" / пер. з пол. (2010)
- № 30 Круцик Роман: "Дем'янів Лаз" (2010)
- № 31/1 "Пам'ятки історії та культури Івано-Франківська. Історико-архітектурний нарис. Кн. І" (2015)
- № 31/2"Пам’ятки історії та культури Івано-Франківська. Археологія, історія та мистецтво Кн. ІІ" (2016)
- № 31/4 "Пам'ятки історії та культури Івано-Франківська. Некрополі Івано-Франківська. Кн. IV" (2012)
- № 32 Еразмус Цеклер: "Ви мусите жити! Теодор Цеклер як засновник найбільшої благодійної організації у Східній Європі" / пер. з нім. (2013)
- № 33 збірник статей: "Станиславівські ратуші" (2011) (упор. Іван Бондарев) (2011)
- № 34 Федунків Зеновій: "Станиславів на давніх мапах та планах" (2014)
- № 35 Монолатій Іван, Лазарович Микола: "Станиславів і Український леґіон" (2015)
- № 36 Бондарев Іван: "Слідами забутих пам'ятників" (2014)
- № 37 збірник статей: "Імпреzа. Міжнародна бієнале" (2012)
- № 38 Адамович Сергій: "Станиславів у часи лихоліть Великої війни (1914-1918 рр.)" (2013)
- № 39 Соколовський Зеновій: "Архітектори радянського Івано-Франківська" (2014)
- № 40 Шептицький Андрей: "Перше слово пастиря" (2015)
- № 41 Вуянко Марія: "Давні українські храми Івано-Франківська XVII-XVIII ст." (2017)
- № 42 Бучик Олена: "Станиславів буденний і святковий. Побутово-звичаєвий путівник" (2018)
- № 43 Юрій Мозіль (спр. о. Юрій Федорів): "Записки в'язня Станиславівської тюрми" (2012)
- № 44 Зелінський Юзеф: "Нарис історії міста Станиславова" / пер. з пол. (2021)
- № 45 Бондарев Іван: "Таємниці Діброви" (2019)
- № 46 Островський Мар'ян: "Записки студента станиславівської гімназії 1884-1889 рр." / пер. з пол. (2020)
- № 47 збірник статей: "Івано-Франківське обласне культурно-наукове товариство "Рух"- провісник українського відродження 1988-1991 років  (2021)
- № 48 Федунків Зеновій (упор.): "Три штурми Станиславова" / пер. з пол. (2022)
- № 49 Шпунд Симон: "Жахіття, скоєні росіянами в Станиславові" / пер. з нім. (2023)
- № 50 "50 книжок про Місто: покажчик до історико-краєзнавчої серії "Моє місто" (вип. 1-50)" / упор. З. Жеребецький, І. Монолатій, З. Федунків (2024)
- № 51 "10 художників Івано-Франківська" (2024)

## Громадська позиція
Об'єднання виступає з активною позицією щодо збереження культурно-історичної спадщини Івано-Франківська.